# Свилен Стефанов
Свилен Иванов Стефанов е български историк на изкуството, критик, куратор и (нео)концептуален художник, професор в Националната художествена академия в София.

## Биография
Роден е на 30 ноември 1966 г. в София. Завършва художествена гимназия и История на изкуството във Висшия институт за изобразително изкуство „Николай Павлович“ (1992) в София.
Получава образователна и научна степен „доктор“ с дисертация на тема „Изобразителният език на българския печат между двете световни войни“ (1997). Доцент (1999). Доктор на изкуствознанието с дисертация на тема „Иновации в българското изкуство от края на ХХ и началото на ХХІ век“ (2006). Професор в Националната художествена академия (НХА) от 2008 г.
Ръководи Катедра „Изкуствознание“; от 2008 до 2015 г. е заместник-ректор на НХА, а през 2020 г. е избран отново на този пост.
Автор е на „Авангард и норма“, първото цялостно изследване на концептуалното изкуство в България между 70-те и края на 90-те години на XX век.
Главен редактор на електронното списание „Фикус“, започнало да излиза през ноември 2018 г.

## Кураторски проекти
Свилен Стефанов е куратор на:
- 1994 – N-Forms. Реконструкции и интерпретации, I Годишна изложба на Център за изкуство „Сорос“, галерия „Райко Алексиев“;
- 1996 – Пластическият образ на 90-те, НДК;
- 1996 – Свидетелства. Реалната Различност. III Годишна изложба на Център за изкуства „Сорос“, СГХГ;
- 1997 – Нови радикални практики, Галерия „XXL“;
- 2000 – Социално изкуство от България, Дом „Витгенщайн“, Виена, Австрия;
- 2000 – Видеомаратон, Център за съвременно изкуство, Кишинев, Молдова (куратор на българското участие);
- 2001 – Българският пейзаж като метафора, галерия „XXL“;
- 2002 – II Международно бианале, Буенос Айрес, Аржентина (куратор на българското участие).

## Самостоятелни изложби
- 1991 – Живопис, галерия на Студентски дом, София
- 1994 – Живопис, галерия Art 36, София
- 1995 – Живопис, галерия Studio Spectrum, София
- 1997 – Инсталация, галерия TED, Варна
- 1997 – Не(о)пластицизъм, инсталация, галерия XXL, София
- 1999 – Инсталации, галерия TED, Варна
- 2001 – Грация (съвместно с Дейвид Д’Агостино), галерия XXL, София
- 2005 – Център за съвременно изкуство – Шумен
- 2005 – Трансформация на реалността в идеология (съвместно с Цветан Кръстев и Петер Цанев), „Параклиса“, НХГ, София
- 2009 – Живопис, галерия „Аросита“, София
- 2011 – Историческа и друга живопис, галерия „Аросита“, София
- 2012 – Живопис, галерия „Арт Алея“, София
- 2013 – Галерия Юзина, София
- 2014 – One Gallery, София
- 2015 – One Gallery, София
- 2017 – Галерия Прозор, Белград, Сърбия
- 2017 – Витгенщайн, Виена, Австрия
- 2017 – Art 4. Музей за съвременно изкуство, Москва, Русия
- 2018 – One Gallery, София

## Участия
- 2002 – Хаус Е – изложбен проект, Лудвигсхафен (Германия)

## За него
На Свилен Стефанов е посветен третият епизод от 4-серийния документален филм „Четири годишни времена“ от 2021 г. на режисьорката Татяна Пандурска по сценарий на Дечо Таралежков.